# Trelawny
Trelawny (ang. Trelawny Parish) – parafia w Jamajce, w hrabstwie Cornwall. Jej siedzibą jest Falmouth.
Została założona w 1770 roku i nazwana na cześć gubernatora Jamajki Williama Trelawny. Jej powierzchnia wynosi 874,3 km². Graniczy z następującymi parafiami: Saint Ann (na wschodzie), Saint James (na zachodzie) oraz Saint Elizabeth i Manchester (na południu). Od północy oblewają ją wody Morza Karaibskiego.
Główne miejscowości parafii to Falmouth, Martha Brae i Rio Bueno. Południowa część parafii jest niezamieszkana i objęta ochroną przyrodniczą.